# Reginald Hudlin
Reginald Alan Hudlin (nacido el 15 de diciembre de 1961) es un guionista de cine, director, productor y escritor de cómics estadounidense. Junto con su hermano mayor Warrington Hudlin, es conocido como uno de los hermanos Hudlin. De 2005 a 2008, Hudlin fue presidente de entretenimiento de Black Entertainment Television (BET). Hudlin también ha escrito numerosas novelas gráficas. Coprodujo la 88.ª ceremonia de los Premios de la Academia en 2016, así como otros especiales de televisión. La película revelación de Hudlin fue House Party de 1990, y trabajó como productor en la película de 2012 de Quentin Tarantino, Django Unchained, que le valió una nominación al Premio de la Academia a la Mejor Película. También dirigió la película Boomerang de 1992.

## Primeros años
Hudlin nació en Centreville, Illinois, hijo de dos profesores. El hermano mayor de Hudlin, Warrington Hudlin, también es director de cine, además de actor y productor.
Los Hudlin crecieron en East St. Louis, Illinois, donde la familia tenía profundas raíces. Los hermanos Hudlin son tataranietos paternos de Peter y Nancy Hudlin, quienes formaban parte del Ferrocarril Subterráneo. Su tío abuelo fue el instructor de tenis Richard A. Hudlin, quien fue mentor de Arthur Ashe y Althea Gibson.
Los Hudlin asistieron al Centro de Artes Escénicas de Katherine Dunham, una escuela experimental, Warrington para la escuela secundaria y Reginald para clases de artes marciales después de la escuela. Hudlin ha dicho que la experiencia fue formativa y llevó a su hermano mayor a asistir a la Universidad Yale y a él a la Universidad de Harvard. En 1979, Hudlin se graduó de la Escuela Secundaria Asunción en East St. Louis.
Mientras estudiaba en la Universidad de Harvard, Hudlin dirigió su proyecto de tesis, un cortometraje llamado House Party, que recibió numerosos premios, incluido el primer lugar en los Black American Cinema Society Awards. La película se inspiró en su experiencia al crecer en East St. Louis. En 1983, Hudlin se graduó magna cum laude de Harvard con una licenciatura en Estudios Ambientales y Visuales. Su tesis de cortometraje fue la base de su primer largometraje, House Party.

## Carrera
Después de la universidad, Hudlin y su hermano formaron una compañía de producción e hicieron videos musicales para artistas como Heavy D, Jamaica Boys y otros.  Además, crearon el comercial de televisión "Hey Love" de la década de 1980 para un disco recopilatorio de varios artistas, que se reproducía regularmente en la televisión nocturna.
Hudlin dirigió, con la producción de su hermano mayor Warrington, su primer largometraje, la comedia de hip-hop para adolescentes de bajo presupuesto de 1990 House Party, protagonizada por Kid 'n Play. Uno de los mensajes de la película fue su promoción del sexo seguro. La película, distribuida por New Line Cinema, fue, según Variety, una de las películas más rentables de la década. New Line quería hacer secuelas, pero los Hudlins no sintieron que la compensación o los tratos fueran adecuados. 
Hudlin dirigió Boomerang de 1992, nuevamente con su hermano mayor Warrington como productor. La película era una comedia romántica de gran presupuesto protagonizada por Eddie Murphy, que tenía un contrato temporal en Paramount Pictures y contrató a los hermanos Hudlin porque le gustaba House Party. Protagonizó un elenco completamente negro que incluía a Robin Givens, Halle Berry, Martin Lawrence, David Alan Grier y Chris Rock. Boomerang se basó en una idea original de Murphy y fue escrito por los escritores de Saturday Night Live, Barry W. Blaustein y David Sheffield.
El 1 de julio de 2017 se llevó a cabo una celebración del 25 aniversario del lanzamiento de Boomerang en el Museo Nacional de Historia y Cultura Afroamericana en Washington D. C., con una conversación entre Hudlin y el productor George Alexander.
En 1992, mientras hacía Boomerang, Hudlin dirigió la primera película animada negra, Bébé's Kids, que fue defendida por Brandon Tartikoff de Paramount, y se hizo en memoria del comediante Robin Harris, quien había muerto en 1990.
En 1994, los hermanos Hudlin produjeron la serie de terror multiétnica de antología de HBO Cosmic Slop, de la cual Hudlin dirigió el episodio "The Space Traders". Fue una adaptación de un cuento corto de Derrick Bell que se encuentra en su libro Faces at the Bottom of the Well: The Permanence of Racism.
Luego dirigió The Great White Hype, The Ladies Man, Serving Sara (2002), dos episodios de la serie de televisión Modern Family, un episodio de The Office, un episodio de The Middle y varios episodios de Outsourced. También fue productor y director recurrente de The Bernie Mac Show durante tres años.
De 2005 a 2008, Hudlin fue presidente de entretenimiento de BET. Los programas notables dirigidos por Hudlin en ese momento incluyeron la serie documental American Gangster y Sunday Best, un programa de competencia de canto de música gospel. Hudlin creó The BET Honors y los BET Hip Hop Awards.
Hudlin escribió la serie Black Panther de Marvel Comics de 2005 a 2008, incluida la historia de 2006 "Bride of the Panther", en la que el personaje se casó con el líder de X-Men, Tormenta.
Hudlin fue productor de Django Unchained de Quentin Tarantino, protagonizada por Jamie Foxx, Leonardo DiCaprio, Christoph Waltz, Kerry Washington y Samuel L. Jackson. El 10 de enero de 2013, Hudlin recibió una nominación al de la Academia a la Mejor Película por la película.
Desde 2013, Hudlin ha sido productor ejecutivo de los Premios NAACP Image.
En 2014, Hudlin produjo la celebración de Black Movie Soundtrack de música negra en películas, celebrada en el Hollywood Bowl de Los Ángeles y presentada por Craig Robinson. Black Movie Soundtrack II, también presentado por Robinson, se llevó a cabo en 2016.
En 2015, DC Comics anunció que Hudlin y los artistas Denys Cowan y Derek Dingle serían parte del relanzamiento del sello Milestone Media de la editorial, fundado por Cowan, Dingle y Dwayne McDuffie. La línea cómica regresó en septiembre de 2020 con Milestone Returns #0 escrito por Hudli.
En 2015, Hudlin se unió a la junta del Comic Book Legal Defense Fund, una organización sin fines de lucro fundada en 1986 para proteger los derechos de la Primera Enmienda de la comunidad de cómics.
Para junio de 2017, Hudlin había sido contratado para dirigir una película basada en el cómic Shadowman. Ese octubre, se estrenó la película Marshall de Hudlin, sobre Thurgood Marshall, el primer juez afroamericano de la Corte Suprema de Estados Unidos, protagonizada por Chadwick Boseman.
Hudlin contribuyó con una historia al Black Panther Annual #1, lanzado en febrero de 2018. Para julio del año siguiente, Hudlin había sido contratado para dirigir la película Safety de Walt Disney Pictures para Disney+.
En junio de 2021, el sitio web francés LivresHebdo dijo que Reginald Hudlin dirigirá una película basada en los cómics Cinq branch de coton noir, escrita por Yves Sente y dibujada por Steve Cuzor.
El 12 de julio de 2021, se anunció que Hudlin junto con Ian Stewart serán los productores ejecutivos de la 73.ª edición de los Premios Enmmy, que tendrán una audiencia en vivo el 19 de septiembre de 2021 en CBS.

## Vida personal
En 2002, Hudlin se casó con Chrisette Hudlin (de soltera Suter), consultora de relaciones públicas, en Montego Bay, Jamaica. Tienen dos hijos.
El abogado de Reginald Hudlin en ese momento era Doug Emhoff. En 2013, Chrisette Hudlin organizó una cita a ciegas de Emhoff con la entonces Fiscal General de California y futura vicepresidenta, Kamala Harris.

## Filmografía

### Películas
| Año  | Título               | Director | Productor | Escritor | Actor | Notas |
| ---- | -------------------- | -------- | --------- | -------- | ----- | --- |
| 1986 | She's Gotta Have It  | No       | No        | No       | Sí    | Como Perro #4 |
| 1990 | House Party          | Sí       | No        | Sí       | Sí    | Como Ladrón #1 |
| 1992 | Boomerang            | Sí       | No        | No       | Sí    | También escritor de canciones ("I Ain't Havin 'It", "Freedom Song", "Straight Jackin'") Como estafador de la calle |
| 1992 | Bébé's Kids          | No       | Sí        | Sí       | No    | Como productor ejecutivo                                                                                           |
| 1993 | Posse                | No       | No        | No       | Sí    | Como reportero #31                                                                                                 |
| 1996 | The Great White Hype | Sí       | No        | No       | No    | |
| 1996 | Joe's Apartment      | No       | No        | No       | Sí    | Rodney Roach (voz)                                                                                                 |
| 1998 | Ride                 | No       | Sí        | No       | No    | |
| 2000 | The Ladies Man       | Sí       | No        | No       | No    | Como Aloysius |
| 2002 | Serving Sara         | Sí       | No        | No       | No    | |
| 2012 | Django Unchained     | No       | Sí        | No       | No    | |
| 2017 | Burning Sands        | No       | Sí        | No       | No    | |
| 2017 | Marshall             | Sí       | Sí        | No       | No    | |
| 2019 | The Black Godfather  | Sí       | No        | No       | No    | Documental |
| 2020 | Safety               | Sí       | No        | No       | No    | |
| 2022 | Blazing Samurai      | No       | Sí        | No       | No    | Como productor ejecutivo                                                                                           |
| 2022 | Sidney               | Sí       | No        | No       | No    | |
| 2023 | Candy Cane Lane      | Sí       | No        | No       | No    | |

### Cortometrajes
| Año  | Título                 | Director | Guionista |
| ---- | ---------------------- | -------- | --------- |
| 1983 | House Party            | Sí       | Sí        |
| 1985 | Reggie's World of Soul | Sí       | No        |
| 1986 | The Kold Waves         | Sí       | No        |

### Televisión
| Año       | Título                                                    | Director | Productor | Escritor | Notas                                                                                                  |
| --------- | --------------------------------------------------------- | -------- | --------- | -------- | --- |
| 1994      | Cosmic Slop                                               | Sí       | No        | No       | Película de televisión; Segmento "Space Traders"                                                       |
| 2000      | City of Angels                                            | Sí       | No        | No       | Episodio "When Worlds Colitis"                                                                         |
| 2002-2005 | The Bernie Mac Show                                       | Sí       | Sí        | No       | 11 episodios                                                                                           |
| 2005      | Richard Pryor: The Funniest Man Dead or Alive             | Sí       | Sí        | No       | Documental Productor ejecutivo                                                                         |
| 2005      | Todo el mundo odia a Chris                                | Sí       | No        | No       | Episodio "Everybody Hates the Pilot"                                                                   |
| 2005-2008 | The Boondocks                                             | No       | Sí        | No       | 31 episodios                                                                                           |
| 2006      | Somebodies                                                | No       | Sí        | No       | Ejecutivo a cargo de coproducciones                                                                    |
| 2007      | Wifey                                                     | Sí       | No        | No       | Película para televisión                                                                               |
| 2008      | Brothers to Brutha                                        | No       | Sí        | No       | Ejecutivo de cadena                                                                                    |
| 2009      | Raising the Bar                                           | Sí       | No        | No       | Episodio "Making Up Is Hard to Do"                                                                     |
| 2009      | The Middle                                                | Sí       | No        | No       | Episodio "Christmas"                                                                                   |
| 2009-2010 | Modern Family                                             | Sí       | No        | No       | Episodio "Fears" y "Come Fly with Me"                                                                  |
| 2010      | Better Off Ted                                            | Sí       | No        | No       | Episodio "The Great Repression"                                                                        |
| 2010      | Sons of Tucson                                            | Sí       | No        | No       | Episodio "Father's Day"                                                                                |
| 2010      | Black Panther                                             | No       | Sí        | Sí       | Como desarrollador; Actor como Presidente (voz) en el episodio "To the End"                            |
| 2010-2011 | Outsourced                                                | Sí       | No        | No       | Episodios "Temporary Monsanity" y "The Todd Couple"                                                    |
| 2010-2012 | Psych                                                     | Sí       | No        | No       | Episodios "Ferry Tale" y "True Grits"                                                                  |
| 2011      | Friends with Benefits                                     | Sí       | No        | No       | Episodio "The Benefit of Being Shallow"                                                                |
| 2012      | Are We There Yet?                                         | Sí       | No        | No       | Episodios "The Expensive Purse Episode", "The Master of Ceremonies Episode" y "The Quarantine Episode" |
| 2013      | Bones                                                     | Sí       | No        | No       | Episodio "The Party in the Pants"                                                                      |
| 2013      | How to Live with Your Parents (For the Rest of Your Life) | Sí       | No        | No       | Episodio "How to Run the Show"                                                                         |
| 2014-2015 | Bad Judge                                                 | Sí       | No        | No       | Episodios "Knife to a Gunfight" y "Lockdown"                                                           |
| 2014-2015 | Marry Me                                                  | Sí       | No        | No       | Episodios "Stand by Me" y "Change Me"                                                                  |
| 2014-2015 | Murder in the First                                       | Sí       | No        | No       | Episodios "Punch Drunk", "State of the Union" y "Bruja Blanca"                                         |
| 2015      | Weird Loners                                              | Sí       | No        | No       | Episodio "Weird Knight"                                                                                |
| 2015      | New Girl                                                  | Sí       | No        | No       | Episodio "Panty Gate"                                                                                  |
| 2015      | Telenovela                                                | Sí       | No        | No       | Episodio "Evil Twin"                                                                                   |
| 2016      | Heartbeat                                                 | Sí       | No        | No       | Episodio "Backwards"                                                                                   |
| 2016      | Angel from Hell                                           | Sí       | No        | No       | Episodio "Angel Appreciation Day"                                                                      |
| 2016      | Uncle Buck                                                | Sí       | No        | No       | Episodios "I Got This" y "Going to Jail Party"                                                         |
| 2017      | Blue & Green                                              | No       | Sí        | No       | Película de televisión                                                                                 |
| 2019      | Black Monday                                              | Sí       | No        | No       | Episodios "295" y "243"                                                                                |
| 2019      | The Last O.G.                                             | Sí       | No        | No       | Episodios "Criminal Minded", "Your Mom's in My Business" y "Fight the Power"                           |

#### Especiales de televisión
| Año  | Título                                          | Director | Productor | Notas                              |
| ---- | ----------------------------------------------- | -------- | --------- | ---------------------------------- |
| 1994 | The Last Days of Russell                        | No       | Sí        | Coproductor ejecutivo              |
| 2006 | Bring That Year Back 2006: Laugh Now, Cry Later | No       | Sí        | Productor Ejecutivo de Cadena      |
| 2006 | BET Hip Hop Awards                              | No       | Sí        | Ejecutivo a cargo de la producción |
| 2008 | The BET Honors                                  | No       | Sí        | Ejecutivo a cargo de la producción |
| 2010 | Burr and Hart                                   | Sí       | No        |                                    |
| 2013 | 44.° Premios NAACP Image                        | No       | Sí        | Productor ejecutivo                |
| 2014 | Governors Awards                                | No       | Sí        | Productor ejecutivo                |
| 2014 | 45.° Premios NAACP Image                        | No       | Sí        | Productor ejecutivo                |
| 2015 | 46.° Premios NAACP Image                        | No       | Sí        | Productor ejecutivo                |
| 2016 | 47.° Premios NAACP Image                        | No       | Sí        | Productor ejecutivo                |
| 2016 | 89.ª Premios Óscar                              | No       | Sí        |                                    |
| 2016 | Showtime at the Apollo                          | No       | Sí        | Productor Ejecutivo                |
| 2017 | 48.° Premios NAACP Image                        | No       | Sí        | Productor Ejecutivo                |
| 2020 | 72.° Premios Primetime Emmy                     | No       | Sí        | Productor Ejecutivo                |

## Premios y nominaciones
Premios Óscar
| Año  | Categoría      | Película         | Resultado |
| ---- | -------------- | ---------------- | --------- |
| 2013 | Mejor película | Django Unchained | Nominado  |

| Año  | Premio                                          | Categoría                                                             | Producto         | Resultado               | Ref.   |
| ---- | ----------------------------------------------- | --------------------------------------------------------------------- | ---------------- | ----------------------- | ------ |
| 1986 | Black Independent Video and Film-maker's Awards | Mejor Cortometraje                                                    | The Kold Waves   | Primer premio de $1.500 | [ 10 ] |
| 1990 | Festival de Cine de Sundance                    | Trofeo de Cineastas                                                   | House Party      | Ganador                 |        |
| 1990 | Festival de Cine de Sundance                    | Gran Premio del Jurado                                                | House Party      | Nominado                |        |
| 1990 | Festival de Cine de Deauville                   | Premio de la Crítica                                                  | House Party      | Nominado                |        |
| 1991 | Premios Independent Spirit                      | Mejor Ópera Prima                                                     | House Party      | Nominado                |        |
| 1991 | Premios Independent Spirit                      | Mejor Director                                                        | House Party      | Nominado                |        |
| 1995 | CableACE                                        | Especial Dramático o Teatral                                          | Cosmic Slop      | Ganador                 |        |
| 2012 | American Film Institute Awards                  | Mejores películas                                                     | Django Unchained | 10 Mejores Películas    |        |
| 2013 | Premios Globo de Oro                            | Mejor Película Dramática                                              | Django Unchained | Nominado                | [ 41 ] |
| 2013 | Premios del Sindicato de Productores de América | Productor Destacado de Películas                                      | Django Unchained | Nominado                |        |
| 2015 | Comic-Con                                       | Icon Award                                                            | ―                | Ganador                 | [ 42 ] |
| 2016 | Asociación de Críticos de Cine Afroamericanos   | Premio Salute to Excellence                                           | ―                | Ganador                 | [ 43 ] |
| 2016 | Premios Primetime Emmy                          | Anexo:Premio Primetime Emmy al Mejor Especial de Variedades (En Vivo) | ―                | Nominado                |        |
| 2021 | Miami’s Summer of ‘64 Award                     | contribuciones para llevar la imagen afroamericana a la pantalla      | ―                | Ganador                 |        |

## Liderazgo y membresía
- Escuela de Teatro, Cine y Televisión de la Universidad de California en Los Ángeles, miembro de la junta[44]
- Academia de Artes y Ciencias Cinematográficas, Junta de Gobernadores

## Trabajos y publicaciones

### Cómics
- McGruder, Aaron; Hudlin, Reginald; Baker, Kyle (ilustraciones) (2004). Birth of a Nation: A Comic Novel. New York: Crown Publishers. ISBN 978-1-400-08316-9. OCLC 54857618.
- Hudlin, Reginald (escritor); Romita Jr., John (dibujante); Janson, Klaus (entintador); White, Dean (colores) (2005). Black Panther: Who is the Black Panther. New York: Marvel. ISBN 978-0-785-11748-3. OCLC 780282040.
- Hudlin, Reginald (escritor); Tan, Bill (lápices); Buckingham, Mark (lápices) (2005). Marvel Knights Spider-Man [Vol. 04], Wild Blue Yonder. New York: Marvel Comics. ISBN 978-0-785-11761-2. OCLC 830159672.
- David, Peter; Straczynski, J. Michael; Hudlin, Reginald; Wieringo, Mike (artista); Deodato, Mike (artista); Lee, Pat (artista) (2006). Spider-Man: The Other. New York: Marvel Pub. ISBN 978-0-785-12188-6. OCLC 62714568.
- Hudlin, Reginald (escritor); Eaton, Scot (lápices) (2006).  Direct, ed. Black Panther: The Bride. New York: Marvel. ISBN 978-0-785-12107-7. OCLC 948817543.
- Hudlin, Reginald (escritor); Eaton, Scot (dibujante); Garcia, Manuel (dibujante); Turnbull, Koi (dibujante); To, Marcus (dibujante) (2007). Black Panther: Civil War. New York, NY: Marvel. ISBN 978-0-785-12235-7. OCLC 144224099.
- Hudlin, Reginald (escritor); Portela, Francis (dibujante) (2007). Black Panther: Four the Hard Way. New York: Marvel. ISBN 978-0-785-12655-3. OCLC 751756495.
- Hudlin, Reginald (escritor); Portela, Francis (dibujante); Rodriguez, Carlos (dibujante); Sharpe, Kevin (dibujante); Cafu (dibujante); Portela, Francis (tintero); Hennessy, ,Bit & Andrew (tintero); Staples, Val (colores) (2008). Black Panther: Back to Africa. New York: Marvel. ISBN 978-0-785-12452-8. OCLC 540015636.
  - Hudlin, Reginald (escritor); Stroman, Larry (dibujante); Lashley, Ken (dibujante); Paris, Roland (tintero); Cuevas, Carlos (inks); Sibal, Jon (inks); Milla, Matt (colors); Staples, Val (colors); Petit, Cory (letras) (2008). Black Panther: Black to the Future. New York: Marvel. ISBN 978-0-785-12452-8. OCLC 540015636.
- Hudlin, Reginald (escritor); Portela, Francis (arte) (2008). Black Panther: Little Green Men. New York: Marvel. ISBN 978-0-785-12657-7. OCLC 191890888.
- Hudlin, Reginald (escritor); Neary, Paul (tintero); Lashley, Ken (dibujante) (2009). Black Panther: The Deadliest of the Species. New York: Marvel. ISBN 978-0-785-13342-1. OCLC 765104721.
- Hudlin, Reginald (escritor); Cowan, Denys (dibujante) (2010). Captain America/Black Panther: Flags of Our Fathers. New York: Marvel Worldwide. ISBN 978-0-785-14401-4. OCLC 780283834.
- Maberry, Jonathan (escritor); Hudlin, Reginald (escritor); Conrad, Will (arte) (2010). Black Panther: Power. New York: Marvel. ISBN 978-0-785-13861-7. OCLC 437299872.
- Tarantino, Quentin (adaptado del guión original de); Hudlin, Reginald (adaptación); Guéra, R.M. (arte por); Latour, Jason (arte por); Cowan, Denys (arte por); Žeželj, Danijel (arte por); Floyd, John (arte por) (2014). Django Unchained. New York: Vertigo. ISBN 978-1-401-24709-6. OCLC 877860979.
- Maberry, Jonathan (escritor); Hudlin, Reginald (escritor); Conrad, Will (artista); Eaton, Scot (artista); Moll, Shawn (artista); Gugliotta, Gianluca (artista) (2017). Black Panther: Doomwar. New York: Marvel Worldwide, Inc. ISBN 978-1-302-90416-6. OCLC 951950784.

### Escritos seleccionados
- Hudlin, Reginald (10 de septiembre de 2000). «If It's a Question of Money...». Los Angeles Times.
- Hudlin, Reginald (21 de enero de 2015). «Django Unchained' Producer on 'Selma' Oscar Snubs: Did Voters Have "Racial Fatigue"? (Guest Column)». The Hollywood Reporter.

### Otras lecturas
- Alexander, George (2003).  Reginald Hudlin, ed. Why We Make Movies: Black Filmmakers Talk About the Magic of Cinema. New York: Harlem Moon. ISBN 978-0-307-41959-0. OCLC 53445264.
- Donalson, Melvin Burke (2003). «Chapter 9: Not Without Laughter: Directors of Comedy and Romance, Chapter 10: Off the Hook: Comedy and Romance with a Hip-Hop Flavor». Black Directors in Hollywood. University of Texas Press. pp. 204-277. ISBN 978-0-292-79875-5. OCLC 55731956.
- Gates, Jr.; Louis, Henry (2005).  Independent Means: Reginald Hudlin, ed. Independent Means: Reginald Hudlin. New York: Warner Books. ISBN 978-0-446-69390-5. OCLC 57551433.
- Eichenbaum, Rose (2014).  In Hirt-Manheimer, Aron, ed. The Director Within: Storytellers of Stage and Screen. Middletown, CT: Wesleyan University Press. pp. 82-90. ISBN 978-0-819-57494-7. OCLC 893600248.